# 8158 Herder
A 8158 Herder (ideiglenes jelöléssel 1989 UH7) a Naprendszer kisbolygóövében található aszteroida. Freimut Börngen fedezte fel 1989. október 23-án.